# Gerry Scotti

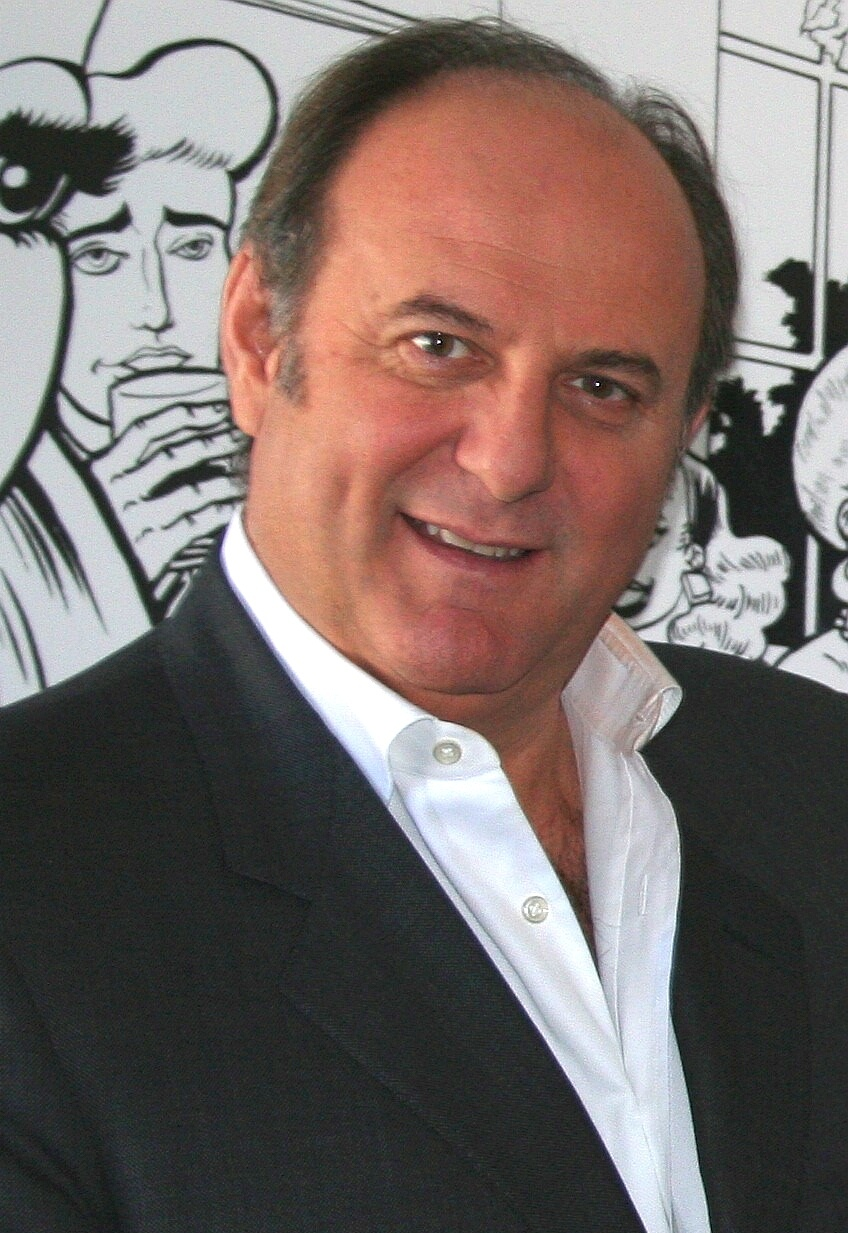
Gerry Scotti

Virginio Scotti, ook Gerry genoemd, (Camporinaldo, Miradolo Terme, 7 augustus 1956) is een tv-presentator, acteur, diskjockey en voormalig Italiaans politicus (voor de Italiaanse Socialistische Partij, de PSI), van 1987 tot 1992.
Virginio Scotti werd geboren in Camporinaldo (een gehucht van Miradolo Terme in de provincie Pavia) op 7 augustus 1956, onder de naam van zijn oom. Zijn vader Mario is een arbeider, die werkte bij de drukpersen van de Corriere della Sera, terwijl zijn moeder, uit Miradolo Terme, een huisvrouw is. Enkele jaren na de geboorte van hun zoon verhuisde de familie Scotti naar Milaan. Hij volgde de klassieke middelbare school en schreef zich vervolgens in voor studies Rechten, zonder die evenwel af te maken, door de twee laatste examens niet af te leggen.
Hij is ook bekend onder de bijnaam Zio Gerry (oom Gerry) en vooral vroeger als Dottor Scotti of Signor Scotti. Als tv-presentator (en in de afgelopen seizoenen ook als jurylid) heeft hij, tot in 2019, ongeveer 700 vroegavondprogramma's gemaakt en meer dan 8000 afleveringen van overdag uitgezonden programma's op de Mediaset-netwerken. Een aantal van de meest succesvolle programma's van hem zijn de Festivalbar, Passaparola, Il Quizzone, Striscia la notizia, La sai l'ultima? Wie wil er miljonair worden?, La Corrida, Paperissima, De show van het record, ik zing, Free Fall en The Wall. Daarnaast was hij jurylid in Italia's Got Talent en Tú sí que vales.
In 1991 trouwde hij met Patrizia Grosso van wie hij vervolgens in 2002 scheidde van tafel en bed en uiteindelijk in 2009 uit de echt scheidde. De twee hebben een zoon, Eduardo, geboren op 10 maart 1992. Op 21 mei 2009 stuurde hij een brief naar de redacteur van de Corriere della Sera waarin hij zijn goedkeuring beschreef voor de meer open houding van de katholieke kerk voor gescheiden personen, zoals bepleit door kardinaal Carlo Maria Martini.

## Overige activiteiten
Sinds vele jaren is hij het uithangbord van het bedrijf Riso Scotti Sp A. (in Pavia). Sinds 2006 maakt hij niet langer alleen reclame voor het product, maar is hij ook vennoot geworden, met 10% van het kapitaal, van Riso Scotti Snack, een bedrijf opgericht in 2001 en voor 65% gecontroleerd door het moederbedrijf. In de loop van zijn carrière maakte hij ook reclame voor de merken Motta, Genialloyd, Rovagnati, Omnitel en Edison, Star en Pata.